# Gauteng
Gauteng – prowincja w Południowej Afryce, w północno-wschodniej części kraju. Jest to najmniejsza spośród dziewięciu prowincji kraju, zajmująca obszar 18 178 km² (około 1,4% całkowitej powierzchni kraju), a jednocześnie najludniejsza, w 2016 roku zamieszkana przez 13 399 725 osób (24,1% populacji kraju). W granicach prowincji znajdują się dwie spośród największych metropolii kraju – Johannesburg (ośrodek administracyjny prowincji) oraz Pretoria.
Prowincja została utworzona w 1994 roku z części prowincji Transwal. Pierwotnie (do 1995 roku) nosiła nazwę Pretoria-Witwatersrand-Vereeniging.
Gauteng to najlepiej rozwinięta gospodarczo prowincja kraju. Znajduje się tu najważniejszy obszar górniczo-przemysłowy tego kraju – Witwatersrand. Największe znaczenie ma hutnictwo żelaza i metali nieżelaznych. Ponadto przemysł maszynowy, środków transportu, chemiczny, cementowy, elektrotechniczny, włókienniczy, spożywczy, tytoniowy, szklarski, poligraficzny i skórzany. Znajdują się tu także szlifiernie diamentów. Najważniejsze ośrodki przemysłowe to: Johannesburg, Pretoria, Vanderbijlpark, Krugersdorp, Vereeniging, Germiston, Benoni i Springs. W wydobyciu największe znaczenie mają rudy uranu, złoto, diamenty i węgiel kamienny. Uprawia się zboża, warzywa i drzewa owocowe oraz hoduje się bydło.
Główne węzły komunikacyjne to Johannesburg i Tshwane.

## Etymologia nazwy
Słowo Gauteng oznacza w języku sotho „złoże złota”. Nazwa terenów Johannesburga i okolic jest przekształceniem afrykanerskiego słowa goud oznaczającego złoto, co dobrze określało te tereny od roku 1886, na których odkryto nieopodal złotonośne żyły podziemne. Przyrostek -ng jest typowy dla języka sesotho. 

## Podział administracyjny
Prowincja Gauteng dzieli się na 3 obszary metropolitalne i 2 dystrykty, które z kolei dzielą się na 7 gmin.
- City of Johannesburg
- City of Tshwane
- Ekurhuleni

- Sedibeng
  - Emfuleni
  - Midvaal
  - Lesedi

- West Rand
  - Mogale City
  - Randfontein
  - Westonaria
  - Merafong City